# Neolasioptera ambrosiae
Neolasioptera ambrosiae är en tvåvingeart som beskrevs av Ephraim Porter Felt 1909. Neolasioptera ambrosiae ingår i släktet Neolasioptera och familjen gallmyggor.
Artens utbredningsområde är New York. Inga underarter finns listade i Catalogue of Life.